# Crollon

Crollon este o comună în departamentul Manche, Franța. În 1 ianuarie 2022 avea o populație de 298 de locuitori.